# 1116
1116 (MCXVI) je bilo prestopno leto, ki se je po julijanskem koledarju začelo na soboto.

## Dogodki

### Evropa
- Ogrska: umrlega ogrskega kralja Kolomana nasledi sin Štefan II.
- Iberski polotok: kraljica Uraka Kastiljska se spopade z grofinjo Terezo Portugalsko, ki se je neupravičeno polastila dveh mest v Galiciji. Istega leta je namreč papež Pashal II. Terezo v pismu naslovil s "kraljico Portugalske".
- Almoravidi osvojijo Balearske otoke in oslabljeno taifo Majorko priključijo svojemu sultanatu.
- Angleški kralj Henrik I. je v vojni proti francoskemu kralju Ludviku VI. v defenzivi. Francozi in zavezniki (Flamci, Anžuvinci) plenijo po Normandiji.
- Berta, nezakonska hči in edini otrok rimsko-nemškega cesarja Henrika V., se poroči s tuskulumskim grofom Ptolemejem II.
- Milanski nadškof Jordan izobči cesarja Henrika V.
- Začetek ljubezenskega razmerja med učenjakom Petrom Abelardom in nečakinjo kanonika Heloizo.
- Bizantinski cesar Aleksej I. Komnen hudo zboli, kljub temu se začne pripravljati na spopad s Seldžuki sultanata Rum.

### Ostali svet
- Ubitega sultana Sultanata Rum Malik Šaha nasledi njegov krvnik in brat Mesud I.
- Kitajska: cesar Huizong, dinastija Song tokrat pošlje korejskemu kralju Jedžongu pravilno izbiro glasbenih instrumentov za izvajanje konfucijanskih obredov (aak).
- Afrika: Ali ibn Jahja, emir ziridske dinastije, ki ima pod oblastjo nekaj obalnih mest Ifrikije, osvoji piratski otok Džerbo.
- Indija: kralj kraljestva Hojsla Višnuvardhani začne z gradnjo templja Čennasekava (v zvezni državi Karnataka).
- Srednja Amerika: po legendi Azteki zapustijo svojo pradomovino Aztlan.

## Rojstva
Neznan datum
- Alain de Lille, francoski teolog, pesnik († 1202)
- Filip Francoski, sokralj († 1131)
- Roger De Clare, angleški plemič, 3. grof Hertford († 1173)
- Rory O'Connor, kralj Connachta, zadnji irski nadkralj († 1198)

## Smrti
Neznan datum
- Arda Armenska, edeška grofica in jeruzalemska kraljica (* ni znano)
- Koloman Ogrski, kralj Madžarske, Hrvaške in Dalmacije (* 1070)
- Robert iz Arbrissela, potujoči pridigar, blaženi (* 1045)